# Gordon Zubrod

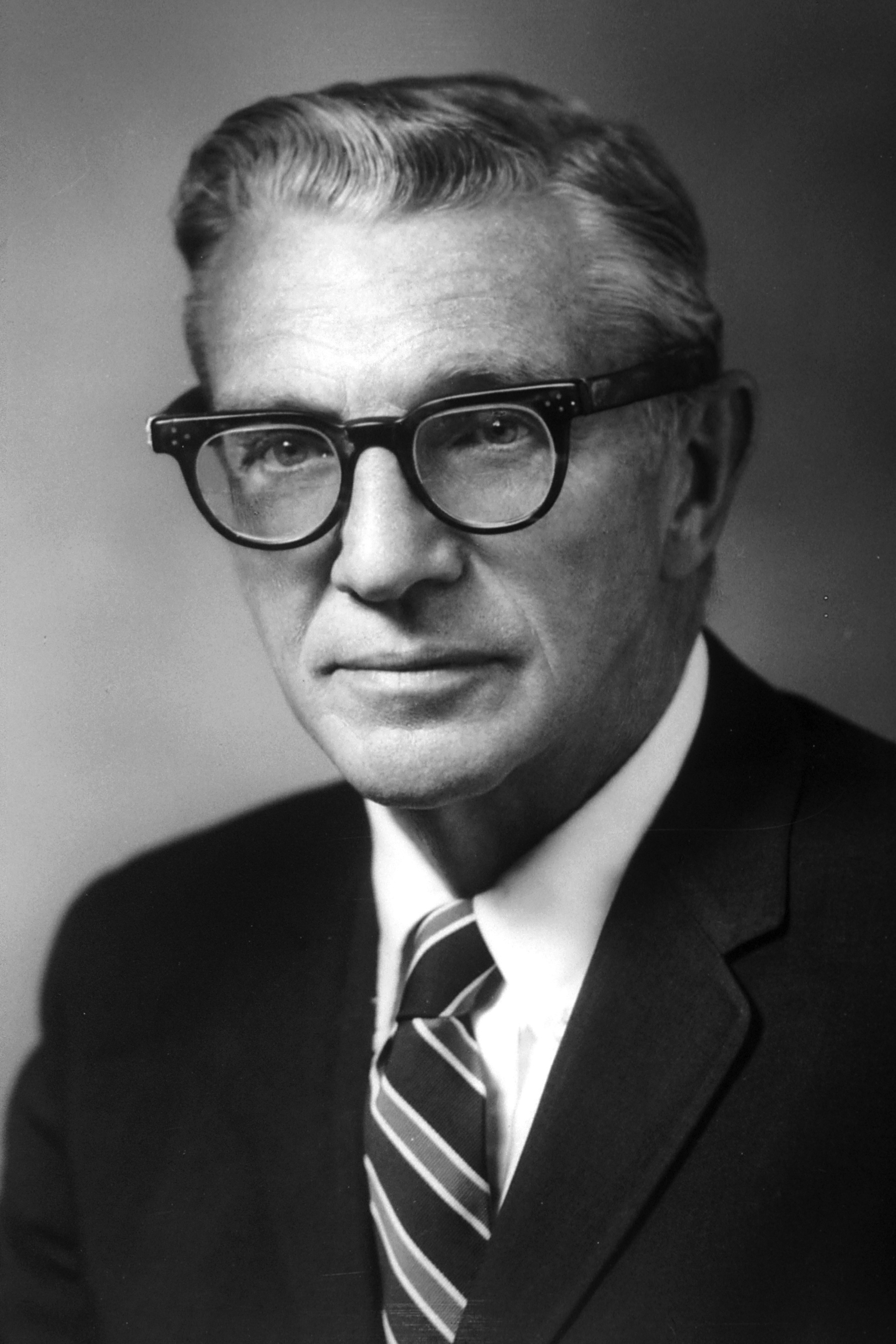
Gordon Zubrod

Charles Gordon Zubrod (* 22. Januar 1914 in Brooklyn; † 19. Januar 1999 in Washington, D.C.) war ein US-amerikanischer Onkologe, bekannt für Beiträge zur Chemotherapie gegen Krebs.

## Leben
Zubrod war der Sohn eines wohlsituierten Börsenmaklers. Er studierte Medizin an der Columbia University mit dem Abschluss 1940 und war im Zweiten Weltkrieg im US Army Medical Corps in einer Einheit zur Bekämpfung der Malaria (als Ersatz für Chinin wurde dort Chloroquin eingeführt). Ab 1946 war er an der Johns Hopkins University Medical School, wo er sich mit Chemotherapie gegen Pneumokokken befasste. 1953 war er kurze Zeit Professor an der St. Louis University. 1954 ging er als klinischer Direktor an das National Cancer Institute der National Institutes of Health. 1956 wurde er Leiter der Krebsbehandlung am National Cancer Institute und 1961 dessen wissenschaftlicher Direktor. 1974 wurde er Professor an der University of Miami School of Medicine und Leiter der Onkologie. Er war dort auch Direktor des Florida Comprehensive Cancer Center. 1990 ging er in den Ruhestand.
Er förderte die Entwicklung neuer Chemotherapeutika gegen Krebs und deren klinische Tests in einer Zeit, als die Pharmaindustrie den Bereich noch nicht als profitabel ansah. Zubrod hatte besonders Erfolg bei der Chemotherapie von akuter Leukämie bei Kindern und demonstrierte deren Heilbarkeit mit Chemotherapie. An den National Institutes of Health war er auch wesentlich an der Entwicklung der Grundlagen und Methoden klinischer Tests für Krebs-Chemotherapeutika beteiligt. Er gründete auch eine Brustkrebs-Task-Force und war an der Entwicklung der Adjuvanten Therapie von Brustkrebs beteiligt.
Die Zubrod-Skala (Performance Status der Eastern Cooperative Oncology Group (ECOG)) für die Einstufung von Krebspatienten ist nach ihm benannt.
1972 erhielt er den Lasker~DeBakey Clinical Medical Research Award. 1977/78 war er Präsident der American Association for Cancer Research.
Er befasste sich auch mit Meeresbiologie.